# You're So Cupid
You're So Cupid es una comedia romántica de 2010 producida por Poppy Productions. Está dirigida por John Lyde y fue estrenada el 7 de septiembre de 2010. La película está protagonizada por Danielle Chuchran , Caitlin E.J. Meyer, Brian Krause, Lauren Holly y Jeremy Sumpter.

## Trama
Las fraternales hermanas gemelas Emma y Lilly son tan diferentes como la noche y el día. Emma, la rubia hermosa  femenina, preferiría más estar montada a caballo que ninguna otra cosa en el mundo. Mientras Lilly, su hermana gemela pelirroja y tímida, ama que la dejen sola para acurrucarse con un buen libro. Inseparables desde el día en que nacieron, Emma y Lilly tienen un deseo insaciable de hacer de casamenteras, a pesar de que ellas mismas nunca se han enamorado. Emma y Lilly descubren que sus habilidades casamenteras no sólo son un regalo del cielo, sino más bien porque su padre es en realidad Cupido.
Al entrar en su último año en la escuela secundaria, Emma y Lilly finalmente se enamoran. La vida se complica cuando descubren que están enamoradas del mismo chico y se convierten en acérrimas rivales mientras tratan de ganar su afecto.
La hermandad y la formación de parejas son lanzadas por la ventana como los zapatos del año pasado, mientras Emma y Lilly planean sabotear a la otra, para poder ganar el corazón del chico de sus sueños. Las hermanas que antes eran inseparables, ahora pasan cada momento de vigilia, planificando el fin de la otra.
Mientras tanto, sus padres se están desenamorando. ¿Pueden Emma y Lilly vencer sus problemas y utilizar sus habilidades casamenteras para persuadir a sus padres de que vuelvan a estar juntos?

## Reparto
- Danielle Chuchran como Emma Valentine.
- Caitlin E.J. Meyer como Lilly Valentine.
- Brian Krause como Daniel Valentine.
- Lauren Holly como Audrey Valentine.
- Jeremy Sumpter como Connor Miller.
- Malese Jow como Megan.
- Amanda Gallo como Ashley.
- Chad Hively como Elliot.
- Jessica Jackson como Piper.
- Susan Phelan como Mrs. Porter
- Zack Phifer como Principal Barlow.
- Logan Rogan como Marvin.
- Nikola Clark como Rita.
- Mike Snyder como Barry.
- Dayne Rockwood como Tyler.

## Lanzamiento internacional
| País | Canal                        | Estreno                    | Título según país        |
| --- | ---------------------------- | -------------------------- | ------------------------ |
| Estados Unidos | DVD                          | 7 de septiembre de 2010    | You're So Cupid          |
| Canadá | DVD                          | 7 de septiembre de 2010    | You're So Cupid          |
| Argentina · Bolivia · Chile · Colombia · Uruguay · Paraguay · México · Venezuela · Panamá · Costa Rica · Honduras | Disney Channel Latinoamérica | 10 de febrero de 2013      | Eres Tan Cupido          |
| Perú | Disney Channel Latinoamérica | 10 de febrero de 2013      | Eres Tan Cupido          |
| Perú | América Television           | 24 de febrero de 2013      | Eres Tan Cupido          |
| Brasil | DVD Disney Channel Brasil    | 2010 10 de febrero de 2013 | Cupido - A Magia do Amor |
| Italia | DVD                          | 2010                       | Incantesimi d'amore      |